# Athena-Fidus
Athena-Fidus (Access on Theatres for European Nations Allied forces – French Italian Dual Use Satellite) ist ein militärischer Kommunikationssatellit der französischen Raumfahrtbehörde CNES und der italienischen Raumfahrtagentur ASI. Am Projekt beteiligt sind auch die Verteidigungsministerien von Belgien, Frankreich und Italien sowie der französische und der italienische Zivilschutz.
Er wurde am 6. Februar 2014 um 21:30 Uhr UTC mit einer Ariane-5-ECA-Trägerrakete von der Startrampe ELA-3 des Centre Spatial Guyanais bei Kourou zusammen mit ABS-2 nach 27 Minuten in einer geostationären Übergangsbahn (GTO) ausgesetzt. Der Satellit erreichte aus dieser Bahn mit einem Perigäum von 244,4 Kilometern und einem Apogäum von 35.937 Kilometern den geostationären Orbit mit eigenem Antrieb.
Der in Cannes in Frankreich hergestellte 140 Millionen Euro teure Athena-Fidus ist mit 23 Ka- und weiteren EHF-Band-Transpondern ausgerüstet und soll von der Position 38° Ost als Ergänzung der bereits um die Erde kreisenden französischen Syracuse- und italienischen SICRAL-Satelliten dienen. Er wurde auf Basis des Satellitenbus Spacebus 4000B2 von Thales Alenia Space gebaut und besitzt eine geplante Lebensdauer von 15 Jahren. Die Nutzlast soll eine Übertragungskapazität von 3 Gbit/s im Ka-Band bereitstellen, basierend auf den Protokollen DVB-RCS und DVB-S2. Die italienische Nutzlast besteht aus getrennten Verstärkereinheiten und speziellen Antennen für zivilen Kunden und das Militär. Die Antennenfarm umfasst zwei Antennen (eine 30/20-GHz-Antenne für die zivile Nutzung und eine 44/30/20-GHz-Antenne für das Militär) und zwei weitere steuerbare Antennen 30/20 GHz, die Breitband-Telekommunikationsdienstleistungen für das italienische Militär sowie für institutionelle und humanitäre Einsätze außerhalb Italiens erbringen sollen.
Im September 2018 warf Frankreich Russland vor, mit Hilfe des Satelliten „Lutsch-Olymp“ versucht zu haben, über Athena-Fidus die französische Militärkommunikation abzuhören. Verteidigungsministerin Florence Parly sprach von Spionage.